# 一番の宝物 〜Yui final ver.〜
「一番の宝物 〜Yui final ver.〜」（いちばんのたからもの ユイ・ファイナル・ヴァージョン）は、テレビアニメ『Angel Beats!』の作中に登場するバンド、Girls Dead Monsterの5作目のシングル。2010年12月8日に発売された。発売・販売元はビジュアルアーツ。制作元はKey Sounds Label。
2010年で活動を終了するGirls Dead Monsterのラストシングルとなる。
ヴォーカリストはLiSA（役名はユイ、歌以外を演じるのは喜多村英梨）。

## 概要
『Last Song』と同日リリース。完全生産限定盤として『Little Braver』と『Day Game』のPVが収録されたDVDが付属。表ジャケットにはユイと日向秀樹が描かれている。2010年12月20日付オリコン週間チャートで3位を獲得。同時発売の「Last Song」は2位を獲得した。なお、デイリーチャートでは同年12月10日付で「Last Song」を抜いて2位を獲得している。

## 収録曲
1. 一番の宝物 〜Yui final ver.〜  [6:08]
作詞・作曲：麻枝准、編曲：安斉孝秋
第10話挿入歌の『一番の宝物 (Yui ver.)』に生ストリングスを加えたアレンジとなっている。
2. Storm Song [4:13]  
作詞・作曲：麻枝准、編曲：光収容
3. Day Game [4:53]
作詞・作曲：麻枝准、編曲：朝井泰生
LiSAの全国ツアーで歌われた曲。またツアーのパンフレットのCDに収録されていた[2]。CDPVが制作されている。